# Straelen
Straelen est une ville-frontière de Rhénanie-du-Nord-Westphalie (Allemagne), située dans l'arrondissement de Clèves, dans le district de Düsseldorf. Elle n’est qu’à 5 km de la ville néerlandaise de Venlo.

## Histoire

### Préhistoire
Les premiers témoignages d’occupation humaine sont des silex néolithiques. Les premières colonies humaines permanentes datent de la période des tumulus bas-rhénans.
Les fouilles menées entre 1898 et 1905 ont permis de dégager des sépultures romaines des Ier et IIIe siècle de notre ère. La voie romaine reliant Xanten et Tongres constituait le cardo maximus de cette colonie.
Vers le milieu du XIXe siècle, des tombes mérovingiennes ont été mises au jour au sud de Straelen, vers Sang. Elles sont toutefois trop éloignées de la ville pour permettre d'y voir les origines de l’agglomération.

### Naissance de Straelen
Le faubourg d’Herongen est mentionné pour la première fois en 899 en tant que villa heringa. Les plus anciens vestiges archéologiques de Straelen consistent en une église en pierre du Xe siècle, sur laquelle fut édifiée ensuite l’église Saint-Pierre-et-Paul.
Dans les actes officiels de 1063 à 1075, Straelen est nommée strala et son église est citée. On voit dans ces documents que jusqu'en 1063, c’était un fief du comte Bruno de Heimbach et de la comtesse Irmentrudis d'Aspel ; mais en 1096, à l’initiative des archevêques Annon II de Cologne et Hermann III (de), cette terre avait été graduellement confiée à l’abbaye de Michaelsberg, et cette congrégation conserva jusqu'à sa dissolution en 1802 la propriété foncière de Straelen. Les premiers avoués de Straelen sont évoqués dans les actes à partir de 1118, et ils montrent déjà l'influence de la maison comtale de Gueldre.

### La ville médiévale de Straelen

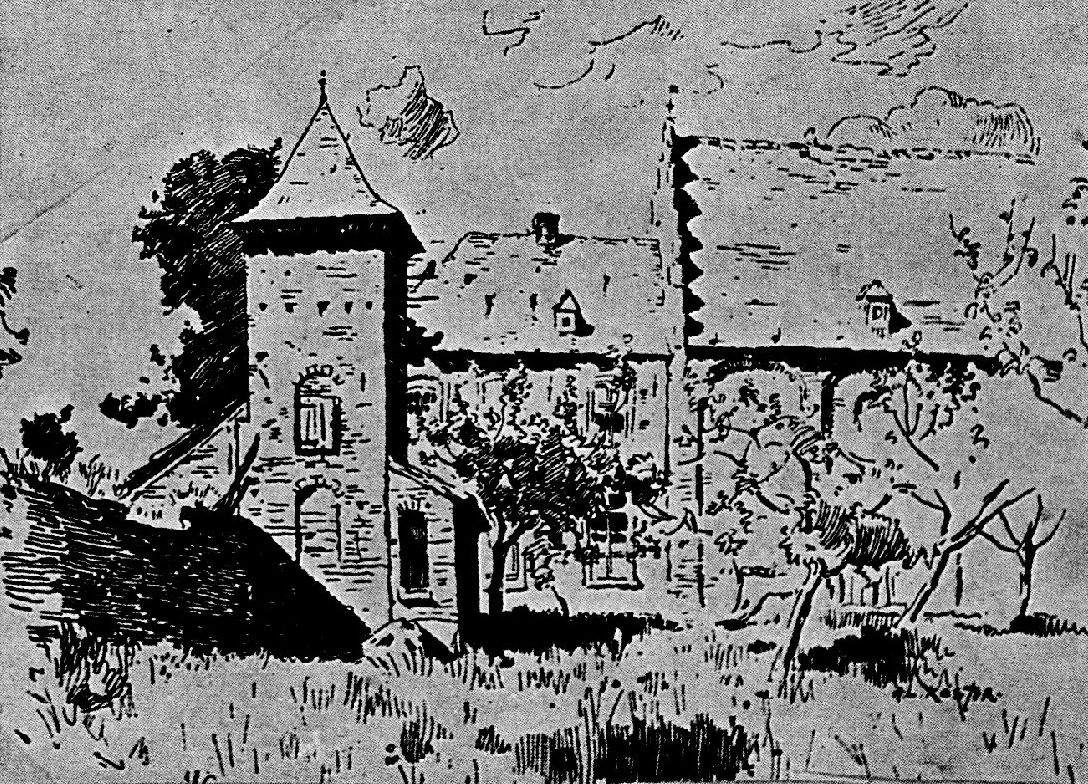
Le monastère de Zandt, fondé en 1470 et dissout en 1802. Le bâtiment en ruines a disparu dans un incendie en 1965.

Avec une population estimée à une centaine de feux, Straelen est qualifiée tantôt de ville (1342) tantôt de village (1395), mais le duc Guillaume de Juliers lui accorde un privilège qui laisse déjà présumer d'une autonomie relative : la construction de fortifications. En outre, en 1399-1400 elle possède un marché et dès 1406 trois des quatre grandes portes de la ville sont citées. Enfin en 1428, le duc Arnold de Gueldre accorde officiellement à Straelen les droits urbains.
La construction de l'église Saint-Pierre-et-Paul, emblème de la ville, débute en 1400. À la fin du XVe siècle, elle possède déjà son aspect caractéristique. Le couvent Sainte-Agnès-et-Cécile est fondé en 1420 : il a depuis laissé son nom à une rue. L'existence de l'hôtel de ville est attestée en 1523.
Le faubourg de Zand fut le théâtre, en 1468, de la bataille de Straelen qui opposa les ducs  Jean Ier de Clèves et Adolphe de Gueldre. Ce dernier, vainqueur, célébra sa victoire en faisant édifier dans le couvent de Zandt (également appelé monastère de Mariensande (de)) le monument de Sterk Helmes, et en proclamant la création d'un nouvel ordre de chevalerie en l'honneur de la Bienheureuse Vierge Marie.
Au terme de la Troisième guerre de succession, le duché de Gueldre perdit son autonomie en vertu du  Traité de Venlo (1543), et Straelen et ses faubourgs furent annexés au domaine héréditaire des Habsbourg d'Espagne.
Après la prise de la ville par les Provinces-Unies (1632) et la reconquête espagnole (1635), les fortifications furent rasées en 1672. Au terme des traités d'Utrecht, Straelen fut attribuée en 1713 à la Prusse.

### XIXe siècle: perte des privilèges urbains

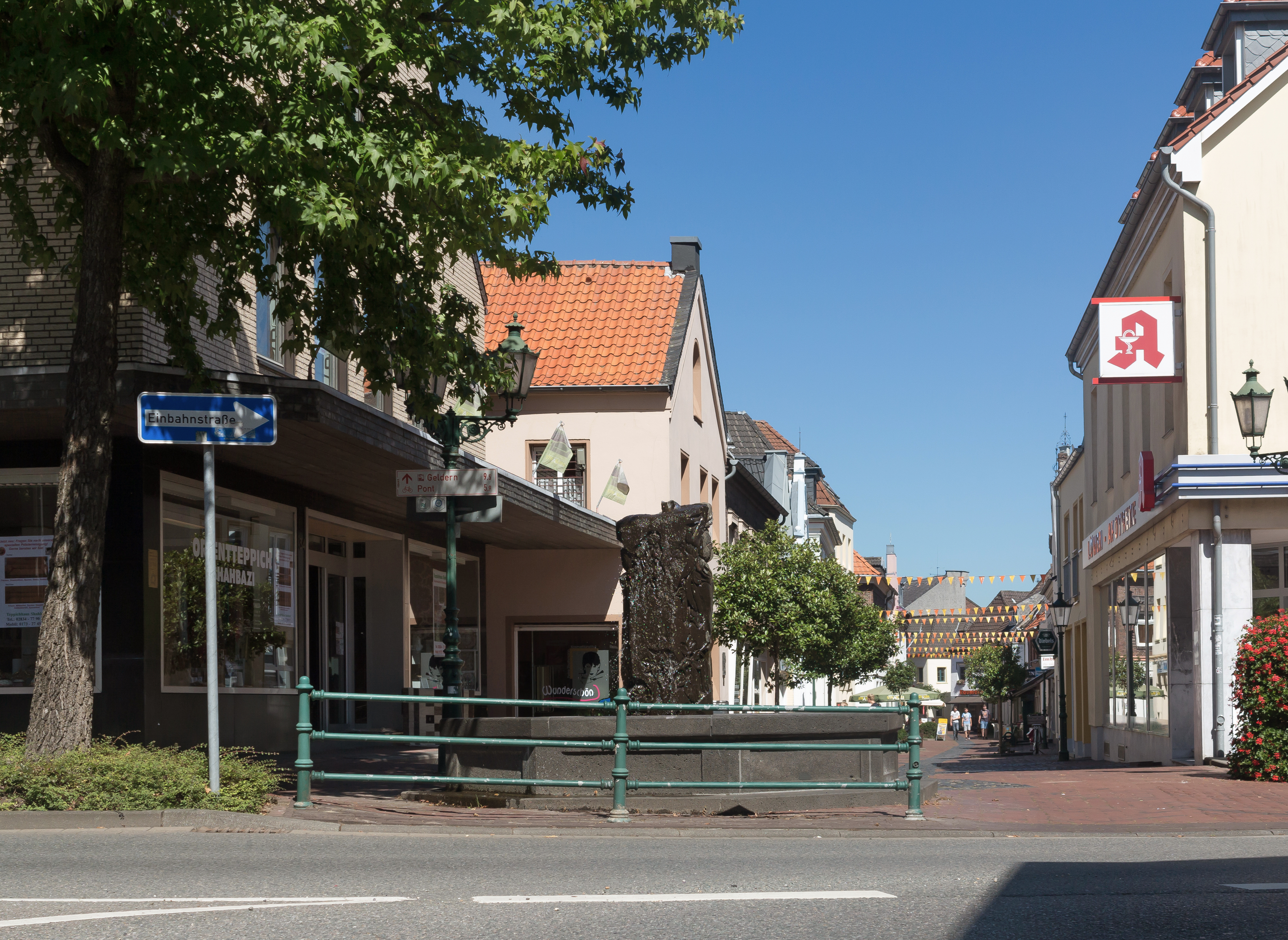
La rue de Venlo à Straelen

Les troupes françaises s'emparèrent de la rive gauche du Rhin en 1794, et en 1802 la France confisqua les terres de l'abbaye de Michaelsberg : Straelen fut ainsi rattachée jusqu'en 1814 à l'Empire français et les privilèges urbains le cédèrent à l'institution du Code Civil.
La mairie de Straelen n'était plus que l'une des huit communes du canton de Wankum (Arrondissement de Clèves, Département de la Roer).
Sous l'occupation française, les congrégations de Sainte-Agnès et de Sainte-Marie de Zand furent dispersées. Les autorités françaises entreprirent le creusement du Grand Canal du Nord et le pavage de la chaussée Venlo-Straelen-Geldern-Wesel, précurseur de la B 58.
Au Congrès de Vienne (1815), la Rhénanie du Nord fut attribuée à la Prusse. La réforme administrative prussienne du 23 avril 1816, Straelen fut incorporée à l'arrondissement de Gueldre, un des 40 arrondissements de la Province de Juliers-Clèves-Berg, future Rhénanie prussienne.
Le 31 décembre 1878, Straelen devint une gare de la ligne ferroviaire Wesel-Geldern-Straelen-Venlo, exploitée par la Sté des Chemins de fer Cologne-Minden, puis reliée en 1901 à la ligne de Gueldre.

## Économie
Straelen est principalement un pôle agricole et horticole d'importance interrégionale, tant pour la vente en gros de fruits et légumes que pour l'outillage agricole. La première foire allemande du maraîchage, organisée sur le modèle des foires néerlandaises, s'est tenue à Straelen le 4 juin 1914. Presque 40 ans plus tard, en 1953, cette manifestation s'est ouverte à des floralies. Les plus grosses ventes d'Allemagne de fleurs en gros s'y tiennent depuis quotidiennement. Les fusions-acquisitions opérées en 2006 par l'entreprise Landgard en ont fait depuis le principal opérateur de vente de gros de fleurs, de bulbes, de fruits et légumes d'Allemagne, avec un chiffre d'affaires annuel de plus d'un milliard d'euros. Landgard se fournit auprès de 3 000 producteurs et vend à plus de 25 000 fleuristes et jardineries. Au mois de novembre 2020, le magazine Spiegel a mis en cause les méthodes de gestion de cette entreprise « qui abusait depuis des années de ses relations. »
Les plus grosses entreprises actives aujourd'hui à Straelen sont :
- Bofrost (Production et commercialisation d'aliments surgelés)
- Bonduelle (mise en conserve de légumes)
- Landgard, groupe hamburgeois d'Herongen (vente de gros de plantes en pot et de bulbes, de fruits et légumes) et l'usine Carl Kühne KG (production de condiments et conserves)
- Gartenbauzentrum Straelen (formation, conseil et recherches en horticulture)
- GasLINE GmbH & Co. KG (opérateur allemand de distribution de gaz domestique)
- ABECO Industrie-Computer GmbH (micro-informatique industrielle)

## Jumelage
- Bayon (Meurthe-et-Moselle) depuis le 7 juillet 1963.